# RDNA 4
RDNA 4는 AMD가 설계한 GPU 마이크로아키텍처로, 2025년 2월 28일에 라데온 RX 9000 시리즈와 함께 출시되었다.

## Navi 4x 다이
| 출시                                      | 출시                                      | 출시                                      | 2025-06-05       | 2025-03-06             |
| 암호명                                    |                                           |                                           |                  |                        |
| 컴퓨트 유닛 (스트림 프로세서) [FP32 코어] | 컴퓨트 유닛 (스트림 프로세서) [FP32 코어] | 컴퓨트 유닛 (스트림 프로세서) [FP32 코어] | 32 (2048) [4096] | 64 (4096) [8192]       |
| 프로세스                                  | 프로세스                                  | 프로세스                                  | TSMC N4P         | TSMC N4P               |
| 트랜지스터                                | 트랜지스터                                | 트랜지스터                                | 29.7 십억        | 53.9 십억              |
| 다이 크기                                 | 다이 크기                                 | 다이 크기                                 | 199 mm2          | 356.5 mm2              |
| 제품                                      | 소비자                                    | 데스크톱                                  | 9060 XT          | - RX 9070 XT - RX 9070 |
| 제품                                      | 소비자                                    | 모바일                                    | 빈칸             | 빈칸                   |
| 제품                                      | 워크스테이션                              | 데스크톱                                  | 빈칸             | 빈칸                   |
| 제품                                      | 워크스테이션                              | 모바일                                    | 빈칸             | 빈칸                   |